# ISM (album)
ISM je šesté album norského producenta Savanta, a jeho čtvrté album pod touto přezdívkou. Bylo vydáno 9. září 2012.

## Seznam skladeb
| Pořadí         | Název                | Délka   |
| -------------- | -------------------- | ------- |
| 1.             | Prelude              | 6:26    |
| 2.             | The Beat             | 4:05    |
| 3.             | Nightmare Adventures | 3:30    |
| 4.             | Ghetto Blastah       | 3:46    |
| 5.             | Syko                 | 5:06    |
| 6.             | Starfish             | 5:02    |
| 7.             | Zeitgeist            | 4:24    |
| 8.             | 8-Bit Lightsaber     | 4:27    |
| 9.             | Mystery              | 5:09    |
| 10.            | Outfox               | 5:35    |
| 11.            | No Shit Sherlock     | 3:44    |
| 12.            | Cry For Love         | 5:11    |
| 13.            | Ism                  | 5:26    |
| Celková délka: | Celková délka:       | 1:01:48 |